# Tillyhügel

Höhenschichtung um den Tillysee – der Tillyhügel liegt nordöstlich Wardenburgs

Der Tillyhügel ist eine Anhöhe auf dem Gebiet der Gemeinde Wardenburg in der östlichen Hunte-Leda-Moorniederung. Er ist mit 11 Metern ü. NN die höchste Erhebung des großteils bewaldeten Höhenzuges, der sich westlich und südlich des Tillysees erstreckt und in die Delmenhorster Geest übergeht. Im Gegensatz zu den unmittelbar angrenzenden, tiefer gelegenen feuchten Flurstücken wurde der Tillyhügel jahrhundertelang als Eschland genutzt. Auf dem Gipfel des Tillyhügels befindet sich ein Kriegerehrenmal. Am Tillyhügel wurde ein Naturlehrpfad angelegt.

## Namensherleitung
Auf einer Hinweistafel am Fuße des Tillyhügels kann folgendes gelesen werden:

„Hier lagerte vom 2. bis zum 23. September 1623 das Heer des kaiserlichen Generals Johann t Serdaes Graf von Tilly (1559 - 1632).
Mit 25.000 Soldaten befand Tilly sich auf der Verfolgung des gegnerischen Generals Ernst von Mansfeld, der in Ostfriesland Stellung bezogen hatte.
Durch geschickte Verhandlungen und reiche Geschenke erreichte Graf Anton Günther von Oldenburg den kampflosen Abzug von Tilly’s Truppen.
Die Wardenburger Bevölkerung aber hatte drei Wochen unter Plünderungen und Beschlagnahmen zu leiden.
Im Volksmund hieß dieser Hügel bis zur Errichtung des Ehrenmals für die Gefallenen des 1. Weltkrieges „Teepenbarg“, erst danach setzte sich in Erinnerung an das Ereignis des 30-jährigen Krieges der Name „Tillyhügel“ durch.“